# سنگ‌زنی سطحی
سنگ‌زنی سطحی (به انگلیسی: Surface grinding) نوعی سنگ‌زنی است که بر روی سطوح تخت انجام می‌شود تا سطحی صیقلی ایجاد شود.
این عمل یک فرایند ماشین‌کاری ساینده پرکاربرد است که در آن یک چرخ دورانی که با ذرات ناهموار (چرخ سنگ‌زنی) پوشیده شده است، تراشه‌های ماده فلزی یا غیرفلزی را از یک قطعه کار برش داده و صفحه آن را صاف یا صیقلی می‌سازد.
گاهی اوقات اگر دقت بالایی نیاز نباشد یک سنگ‌زن سطحی به عنوان یک سنگ‌زن چرخان شناخته می‌شود، اما باید توجه شود که همچنان به دستگاهی برتر از سنگ‌زن رومیزی (سنگ‌زن کارگاهی) نیاز است.

## فرایند
سنگ‌زنی سطحی یک فرایند تکمیلی است که از یک چرخ سنگ‌زنی دوار برای صاف و صیقلی کردن سطح تخت مواد فلزی یا غیرفلزی استفاده می‌کند تا با حذف لایه اکسید و آلودگی‌ها از سطوح قطعه کار، ظاهری زیباتر به آن‌ها بدهد. با این کار همچنین می‌توان به سطحی دلخواه برای یک هدف کاربردی دست یافت.
اجزای یک ماشین سنگ‌زنی سطحی شامل یک چرخ سنگ‌زنی، یک دستگاه نگهدارنده کار به نام سه نظام (chuck) و یک میز متحرک یا چرخان است. سه نظام مواد را با دو فرایند در جای خود نگه می‌دارد: قطعات فرومغناطیسی با استفاده از یک سه نظام مغناطیسی و قطعات غیر فرومغناطیسی و غیرفلزی با خلاء یا وسایل مکانیکی در جای خود باقی می‌مانند. اگر تنها سه نظام مغناطیسی در دسترس باشد، برای نگهداری قطعات غیر فرومغناطیسی می‌توان از یک گیره مکانیکی (از جنس فولاد فرومغناطیسی یا چدن) که روی سه نظام مغناطیسی قرار می‌گیرد، استفاده کرد.
عواملی که باید در سطح سنگ‌زنی مدنظر قرار گیرند، جنس چرخ سنگ‌زنی و جنس قطعه‌ای است که روی آن کار می‌شود.
جنس قطعه کار معمولاً از چدن و فولاد نرم است. این دو جنس ماده تمایلی به مسدود کردن و کند کردن چرخ سنگ‌زنی در حین پردازش ندارند. مواد دیگر آلومینیوم، فولاد ضدزنگ، برنج و برخی پلاستیک‌ها هستند. هنگام سنگ زدن در دماهای بالا، ماده تمایل به ضعیف شدن دارد و بیشتر به خوردگی معرض می‌شود. این ممکن است منجر به از دست دادن مغناطیسیته در موادی شود که این موضوع برای آنها قابل اجرا است.
شکل چرخ سنگ‌زنی تنها به شکل استوانه ای محدود نمی‌شود و می‌تواند دارای انواع گزینه‌های مختلفی باشد که در انتقال هندسه‌های مختلف به قطعه‌ای که روی آن کار می‌شود، مفید هستند. چرخ‌های مستقیم را می‌توان توسط اپراتور برای تولید هندسه‌های سفارشی پوشاند. هنگام سنگ‌زنی سطحی یک جسم، باید در نظر داشت که شکل چرخ مانند یک تصویر معکوس به مواد جسم منتقل می‌شود.
Spark out یک اصطلاح است که زمانی استفاده می‌شود که ارزش‌های دقت مورد جستجو قرار می‌گیرد و به معنای واقعی کلمه به معنای «تا زمانی که جرقه‌ها تمام شوند» است. این کار شامل عبور قطعه کار زیر چرخ، بدون بازنشانی عمق برش، بیش از یک بار و به‌طور کلی چندین بار می‌شود. این تضمین می‌کند که هر گونه ناهماهنگی در دستگاه یا قطعه کار از بین برود.

## تجهیزات

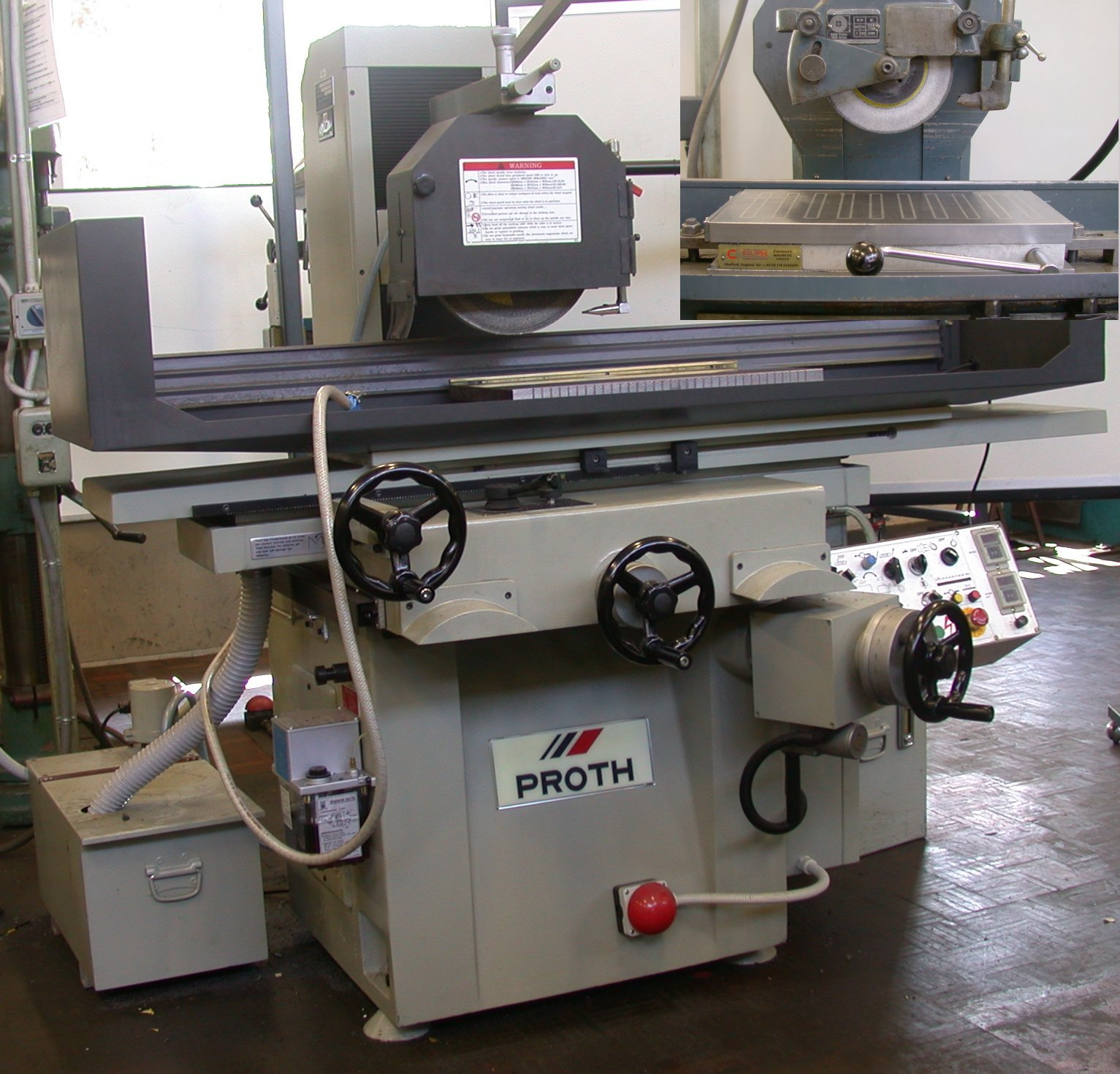
سنگ‌زن سطحی با سه نظام الکترومغناطیسی، تصویر نشان‌دهنده یک سه نظام مغناطیسی دستی است.

سنگ‌زن سطحی ابزار ماشین‌کاری است که برای فراهم کردن سطوح زمین دقیق، چه در اندازه بحرانی و چه برای پرداخت سطح استفاده می‌شود.
دقت معمول یک سنگ‌زن سطح بستگی به نوع و کاربرد آن دارد، با این حال در بیشتر سنگ‌زن‌های سطحی، دقت ±۰٫۰۰۲ میلیمتر (±۰٫۰۰۰۱ اینچ) قابل دستیابی است.
دستگاه از یک میز تشکیل شده است که در طول و عرض سطح چرخ حرکت می‌کند. انرژی حرکت طولی معمولاً به وسیله هیدرولیک تأمین می‌شود، به همان ترتیب در حرکت عرضی هم ممکن است توسط هیدرولیک تأمین شود، با این حال هر ترکیبی از دستی، الکتریکی یا هیدرولیک ممکن است بر اساس استفاده نهایی از دستگاه (به عنوان مثال، تولید، کارگاه، هزینه) استفاده شود چرخ سنگ‌زنی در سر اسپیندل (spindle) می‌چرخد و همچنین برای ارتفاع با هر یک از روش‌هایی که قبلاً توضیح داده شد قابل تنظیم است. سنگ‌زن‌های سطحی مدرن نیمه خودکار هستند، عمق برش و جرقه ممکن است از پیش تعیین شده باشد و پس از راه‌اندازی، فرایند ماشین‌کاری به مداخله بسیار کمی از اپراتور نیاز دارد.

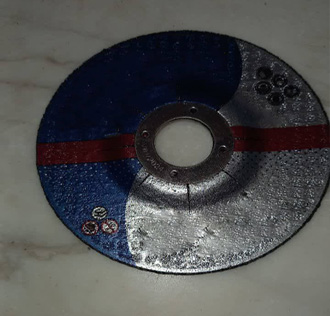
نمونه ای از چرخ سنگ‌زنی.

بسته به جنس قطعه کار، معمولاً قطعه کار با استفاده از یک سه نظام مغناطیسی نگهداشته می‌شود. این سه نظام ممکن است یک سه نظام الکترومغناطیسی یا یک سه نظام از نوع آهنربای دائمی باشد که به صورت دستی کار می‌کند؛ هر دو نوع در تصویر اول نشان داده شده‌اند.
دستگاه قابلیت استفاده از مایع خنک‌کننده و همچنین استخراج ذرات فلزی (ذرات فلزی و سنگ‌زنی) را دارد.

### انواع سنگ‌زن‌های سطحی

#### سنگ‌زن سطح با اسپیندل افقی (محیطی)
حاشیه (لبه صاف) چرخ با قطعه در تماس است و سطح تخت را بوجود می‌آورد. سنگ‌زنی محیطی در کارهایی که نیازمند دقت بالا هستند بر روی سطوح تخت ساده، سطوح مخروطی یا زاویه دار، شکاف‌ها، سطوح صاف نزدیک به شانه ها؛ سطوح فرورفته؛ و پروفایل‌ها استفاده می‌شود.

#### سنگ‌زن با اسپیندل عمودی (روی چرخ).
سطح چرخ (کاپ، سیلندر، دیسک یا چرخ سگمنتال)، روی سطح تخت استفاده می‌شود. سنگ‌زن صورت چرخ اغلب برای حذف سریع مواد استفاده می‌شود، اما برخی از دستگاه‌ها قادر به انجام کار با دقت بالا هستند. قطعه کار بر روی یک میز با حرکت رفت و برگشتی، که می‌توان آن را بر اساس وظیفه تغییر داد، یا یک ماشین میز چرخش، با چرخش مداوم یا شاخص شده نگه داشته می‌شود. شاخص سازی امکان بارگذاری یا تخلیه یک ایستگاه را در حالی که عملیات تراشیدن در ایستگاه دیگر انجام می‌شود، فراهم می‌کند. اصطلاح جایگزین آن سنگ شکن برف است.

#### سنگ‌زن‌های دیسکی و سنگ‌زن‌های دو دیسکی.[۳]
سنگ‌زنی دیسکی مشابه سنگ‌زنی سطحی است، اما سطح تماس بین دیسک و قطعه کار در مدل دیسکی بیشتر است. سنگ‌زن‌های دیسکی به هر دو نوع اسپیندل عمودی و افقی دسترسی دارند. سنگ‌زن‌های دو دیسکی به‌طور همزمان با هر دو طرف قطعه کار، کار می‌کنند و قادر به دستیابی به تحمل‌های بسیار دقیق هستند.

### چرخ‌های سنگ‌زنی برای سنگ‌زن‌های سطحی
اکسید آلومینیوم، کاربید سیلیکون، الماس و نیترید بورن مکعبی (CBN) چهار ماده ساینده معمول برای سطح چرخ‌های سنگ‌زن هستند. رایج‌ترین ماده از بین این مواد، اکسید آلومینیوم است. به دلیل مسائل اقتصادی، چرخ‌های الماس و CBN معمولاً تنها با لایه ای از الماس یا CBN احاطه شده و هسته آنها از مواد ارزان‌تر ساخته می‌شوند. چرخ‌های الماس و CBN بسیار سخت هستند و قادر به سنگ‌زنی اقتصادی موادی مانند سرامیک و کاربید هستند که نمی‌توانند توسط اکسید آلومینیوم یا سیلیکون تراشیده شوند.
مانند هر عملیات سنگ‌زنی دیگر، شرایط چرخ بسیار مهم است. دِرِسرهای سنگ‌زنی برای حفظ وضعیت چرخ استفاده می‌شوند، ممکن است روی میز یا در سر چرخ نصب شوند، جایی که به راحتی می‌توان آنها را اعمال کرد.

## روغن کاری
گاهی اوقات از روان‌کننده‌ها برای خنک کردن قطعه کار و چرخ، روانکاری سطح تماس و حذف تراشه‌ها (چیپ‌ها) استفاده می‌شود. روان‌کننده باید مستقیماً روی ناحیه برش ریخته شود تا اطمینان حاصل شود که تمام سیال توسط چرخ سنگ‌زنی یه اطراف پاشیده نمی‌شود. روان‌کننده‌های رایج شامل سیالات شیمیایی محلول در آب، روغن‌های محلول در آب، روغن‌های مصنوعی و روغن‌های مبتنی بر نفت هستند. نوع روان‌کاری استفاده شده بستگی به جنس قطعه کار دارد و در جدول زیر شرح داده شده است.
| مواد قطعه کار | روان‌کننده                                                                       |
| ------------- | ------------------------------------------------------------------------------- |
| آلومینیوم     | روغن سنگین                                                                      |
| برنج          | روغن سبک                                                                        |
| چدن           | روغن امولسیون پذیر سنگین، مواد شیمیایی سبک و روغن مصنوعی                        |
| فولاد نرم     | روغن محلول در آب سنگین                                                          |
| فولاد ضدزنگ   | روغن امولسیون پذیر سنگین، روغن شیمیایی سنگین و روغن مصنوعی                      |
| پلاستیک‌ها     | روغن محلول در آب، روغن امولسیون پذیر خشک، سنگین، مواد شیمیایی سبک و روغن مصنوعی |

## اثرات بر خواص مواد کار
وچود دمای بالا در سطح سنگ خورده باعث ایجاد تنش‌های پسماند می‌شود و ممکن است یک لایه مارتنزیتی نازک روی سطح قطعه بوجود بیاید. این باعث کاهش استحکام خستگی می‌شود. در مواد فرومغناطیسی، اگر دمای سطح بالاتر از دمای کوری باشد، ممکن است برخی از خواص مغناطیسی از بین بروند. در نهایت، سطح ممکن است بیشتر مستعد خوردگی باشد.

## ادامه مطلب
- راهنمای مطالعه
- اثر سنگ‌زنی سطحی
- تست دلتاشلایفر (به آلمانی)
- سنگ‌زنی استوانه ای و سطحی

[[رده:سنگ‌زنی و پرداخت‌کاری]]